# Études culturelles
 (février 2017).
Les études culturelles (en anglais : cultural studies), ou sciences de la culture, sont un courant de recherche d'origine anglophone à la croisée de la sociologie, de l'anthropologie culturelle, de la philosophie, de l’ethnologie, de la littérature, de la médiologie, des arts, etc.
D'une visée transdisciplinaire, elles se présentent comme une « anti-discipline » à forte dimension critique, notamment en ce qui concerne les relations entre cultures et pouvoir. Revisitant et déconstruisant les canons universitaires classiques, les études culturelles proposent une approche « transversale » des cultures populaires, minoritaires, contestataires, etc.

## Genèse
Ce courant de recherche est apparu en Grande-Bretagne dans les années 1960 : à Birmingham, en 1964, Richard Hoggart fonde le Centre for Contemporary Cultural Studies (en) (CCCS). Outre son fondateur, on associe généralement à ce courant Stuart Hall (successeur de Richard Hoggart à la tête du CCCS), Charlotte Brunsdon, Phil Cohen, Angela McRobbie, David Morley, Edward Thompson et Raymond Williams.
Dans les années 1970, les cultural studies sont introduites aux États-Unis où elles sont mises en relation avec la French Theory, expression servant à désigner les travaux de philosophes comme Jacques Derrida, Gilles Deleuze, Michel Foucault, Jean Baudrillard, entre autres, et plus précisément avec le structuralisme et les concepts de postmodernité et de déconstruction.
Depuis les années 1990, les études culturelles s'internationalisent. De nombreux courants apparaissent en Europe : la Kulturwissenschaft en Allemagne, la cultural analysis (en) aux Pays-Bas, etc.
Jean-Claude Passeron est l'un des premiers à avoir introduit les travaux des études culturelles en France : il a traduit et préfacé l'ouvrage La Culture du pauvre (The Uses of Literacy) de Richard Hoggart. Ces études ont aussi été développées dans les années 1990 à Lille par Noël Burch (Lille III), dans le cadre d'étude sur le cinéma. Mais à l'époque, elles étaient très décriées en France, voire écartées des universités. Le problème étant qu'elles remettaient en question la culture dominante en révélant le racisme, la misogynie et le dédain de classe de nombreux auteurs et penseurs classiques (dont, paradoxalement, les philosophes de la French Theory eux-mêmes).[style à revoir]

## Méthodologie
Les cultural studies sont nées d'un refus des hiérarchies culturelles académiques, d'une hiérarchisation entre la « bonne » et la « mauvaise » culture. Le mot culture est ainsi entendu dans son sens anthropologique : elle est une culture du quotidien. Les objets d'études sont divers : publicités, séries télévisées, manières de parler et d'agir, sports, sociabilités, etc. Le choix de ces sujets implique pour les chercheurs d'adopter une méthode spécifique centrée sur un travail de terrain : histoire orale, entretiens sociologiques, analyse d'écrits de l'intime ou analyse d'archives donnant à voir l'histoire de minorités ou de classes dominées. L'objet culturel est ainsi pensé sous l'angle de l'approche du pouvoir : comment les cultures minoritaires résistent-elles ou s'adaptent-elles face à la domination ?
Dans leur Introduction aux Cultural Studies, Armand Mattelart et Erik Neveu distinguent quatre ensembles d'interrogations présentes dans le champ de recherche des cultural studies :
- la notion d'idéologie,
- la thématique de l'hégémonie (cf. Antonio Gramsci),
- la notion de résistance,
- la question de l'identité et de la constitution des collectifs.

Loin de constituer une école, les études culturelles sont un champ de réflexion qui permet de repenser l'ensemble des vécus et des produits culturels sous l'angle de la réception et de la remise en question des formes de domination. Elles permettent de déconstruire les savoirs et de décentrer le regard en ne partant plus seulement de l'objet culturel (tel qu'il a été construit) mais aussi de la manière avec laquelle il a influencé les personnes qui l'ont reçu et éventuellement intégré. Les cultural studies ont donc eu un impact important sur les media studies, en introduisant la notion d'usage des publics.

## Élargissement du champ
Richard Hoggart étudie la vie des classes « populaires » qui est dense et concrète : l'accent est mis sur le sens de l'intimité, la valeur du groupe domestique et le goût des plaisirs immédiats. Il est question dans ces travaux notamment des difficultés liées à l'affranchissement des modèles imposés par la société.
Si les premières recherches des études culturelles sont liées avant tout aux cultures populaires, dans les années 1990, ce champ de recherche s'élargit aux performance studies (en), aux visual studies (en), aux études post-coloniales, aux études de genre…, domaines qui se sont développés à la suite d'un ensemble de tournants culturels (« cultural turns ») dans les humanités.

Selon les tenants de cette approche, cet élargissement ne devrait pas surprendre, puisque les études culturelles sont avant tout un rejet de ce que les disciplines ont de disciplinaire : 

« Alors les cultural studies ne sont-elles qu’un truc américain en ces temps de globalisation intense ? Ne sont-elles pas plutôt la retraduction politique des Foucault, Derrida, Althusser, Deleuze & Guattari et Gramsci ? Certainement infidèle et pour cela productive. Les études culturelles sont-elles une conspiration contre les vieilles disciplines comme s’en alarment ceux qui voient que les techniques de l’analyse littéraire déroger pour servir à décoder un espace commercial ou un film porno ? En fait, les études culturelles ne sont pas des effets de transposition ou de vol de méthode : elles prouvent que les « méthodes » n’ont pas à être affiliées à des disciplines particulières une fois pour toutes et que l’ère du majoritarisme des disciplines est révolue. »

Dans une étude sur les cultural studies et ses équivalents allemand (Kulturwissenschaften) et français (études culturelles), Anne Chalard-Fillaudeau souligne en 2015 que les cultural studies « ne sont ni une discipline, ni une non-discipline qui disqualifierait toute approche disciplinaire, ni un cadre institutionnel, ni un champ de recherches fédéré. Elles signent […] une rénovation des formats et contenus scientifiques en vue d'une réflexion sur les formes et pratiques culturelles. »
Des auteurs ont réuni les préoccupations des études culturelles, études des médias, études de genre. Nathalie Magnan par exemple, autour de son concept du hacktivisme, montre comment le hack « décode les rapports de force » et reconfigure les codes.

Les sociologues Érik Neveu et Armand Mattelart critiquent la prétention de plus en plus globalisante des chercheurs de cette discipline : 

« Une large part des tenants avant-gardistes des cultural studies ont voulu cumuler dans leur travail intellectuel les postures et les prestiges du savant et du politique, des sciences sociales et des humanités, de la recherche et de la création. »

#### En langue française
- Anne Chalard-Fillaudeau, Les Études culturelles, Saint-Denis, Presses universitaires de Vincennes, 2015, 160 p.
- Maxime Cervulle, Jade Lindgaard, Éric Macé, Éric Maigret, Angela McRobbie, David Morley, Érik Neveu et Geneviève Sellier, Cultural Studies. Genèse, objets, traductions. Actes du colloque organisé par la Bibliothèque publique d'information (Bpi) le vendredi 20 mars 2009 au Centre Pompidou. Paris, Éditions de la Bpi/Centre Pompidou
  - Publication en ligne : Cultural Studies : Genèse, objets, traductions
  - (fr) Enregistrements du colloque sur le site des Archives sonores de la Bpi
- François Cusset, French Theory. Foucault, Derrida, Deleuze & Cie et les mutations de la vie intellectuelle aux États-Unis, Paris, La Découverte, 2003
- Phil Cohen, « La communauté ouvrière et le conflit subculturel. L'East End en proie à la rénovation », Réseaux, no 80, 1996
- Stéphane Van Damme, « Cultural Studies » dans Christian Delacroix, François Dosse, Patrick Garcia et Nicolas Offenstadt (dir), Historiographies. Concepts et débats  I., Paris, Gallimard,  coll. « Folio histoire », 2010, p. 92-97
- Bernard Darras (dir.), Études Culturelles & Cultural Studies, Médiation et Information, no 24-25, 2007
- Antonio Dominguez Leiva, Sébastien Hubier, Philippe Chardin et Didier Souiller, (dir.), Études culturelles, anthropologie culturelle et comparatisme, Dijon, Éditions du Murmure, 2010
- Joël Vacheron, La Jeunesse et les Maux : Le Centre for Contemporary Cultural Studies au temps des sous-cultures, in La Marque Jeune, musée d'ethnographie de Neuchâtel (MEN), p. 80-89, 2008
- Revue d'études culturelles texte de présentation sur le site etudesculturelles.weebly.com
- Mark Alizart, Stuart Hall, préface de Éric Macé et Éric Maigret, Paris, Éditions Amsterdam, 2007 entretien réalisé avec S. Hall par Mark Alizart.
- Maxime Cervulle, Nelly Quemener, Cultural Studies : théories et méthodes. Paris, Armand Colin, coll. « 128 », 2015
- Hervé Glévarec, Éric Macé et Éric Maigret (dir.), Cultural Studies : Anthologie, coll. « Médiacultures », Armand Colin-Ina, 2008
- Stuart Hall, Identités et cultures. Politiques des Cultural Studies, édition établie par Maxime Cervulle, trad. de Christophe Jaquet, Paris, éditions Amsterdam, 2007
- Richard Hoggart, La Culture du pauvre : étude sur le style de vie des classes populaires en Angleterre, 1970 ; traduction de The Uses of Literacy: Aspects of Workin-Class Life with Special to Publications and Entertainments, 1957
- Giovanni Leghissa, « Qui a peur des cultural studies ? », Divinatio, no 26, 2007, p. 55-73
- Armand Mattelart et Erik Neveu, Introduction aux Cultural Studies, coll. « Repères », La Découverte, Paris, 2003

#### En langue anglaise
- (en) Simon During, The Cultural Studies Reader, 2e éd., London et New York, Routledge, 2003
- (en) Manfred Engel, "Cultural and Literary Studies". Canadian Review of Comparative Literature, 31 (2008), p. 460-467
- (en) Lawrence Grossberg, Cary Nelson et Paula A. Treichler, Cultural Studies. New York, Routledge, 1992
- (en) Scott Lash, "Power after Hegemony: Cultural Studies in Mutation?", Theory, Culture, and Society, 24/3 (2007), p. 55-78
- (en) Jeff Lewis, Cultural Studies, 2e éd., London, 2008
- (en) BrianLonghurst, Greg Smith, Gaynor Bagnall, Garry Crawford et Michael Ogborn, Introducing Cultural Studies, 2e éd., London, Pearson, 2008  (ISBN 978-1-4058-5843-4)
- (en) Paul Smith, Questioning Cultural Studies: An Interview with Paul Smith. 1994. MLG Institute for Culture and Society at Trinity College, 31 août 2005
- (en) Edward P. Thompson, The Making of the English Working Class, 1963

#### En langue allemande
- (de) Oliver Marchart, Cultural Studies, Konstanz, 2008  (ISBN 978-3-8252-2883-5)
- (de) Doris Bachmann-Medick, Cultural Turns — Neuorientierungen in den Kulturwissenschaften. Reinbeck bei Hamburg, Rowohlts Enzyklopädie, 2006
- (de) Roger Bromley, Udo Göttlich et Carsten Winter (dir.), Cultural Studies. Grundlagentexte zur Einführung, Lüneburg, 1999  (ISBN 3-924245-65-7)
- (de) Jan Engelmann (dir.), Die kleinen Unterschiede. Der Cultural-Studies-Reader, Frankfurt am Main, 1999  (ISBN 3-593-36245-7)